# Chile-Kingklip
Der Chile-Kingklip (Genypterus chilensis, Syn.: G. nigricans) ist eine Fischart aus der Familie der Bartmännchen (Ophidiidae). Der aalartige Bodenfisch lebt an der Pazifikküste Südamerikas vom südlichen Peru bis zum südlichen Chile. Er kommt auf felsigen Regionen des Kontinentalschelfes und des Kontinentalabhangs vor und ist häufig. Er ernährt sich von kleineren Fischen, Kalmaren und Krebstieren. Die Fische legen ovale pelagische Eier, die von einer gelatinösen Masse zusammengehalten werden. Jungfische leben in seichteren Regionen als die Adulten.

## Merkmale
Genypterus chilensis wird bis zu 1,50 m lang und bis zu 15 kg schwer. Er ist orange oder rosa gefärbt. Kopf und Rücken sind dunkel mit unregelmäßigen hellen Markierungen. Die Standardlänge beträgt das 4,5fache der Kopflänge. Die Rückenflosse hat mehr als 135 Flossenstrahlen, die Afterflosse mehr als 105. Beide Flossen sind mit der Schwanzflosse zu einem durchgehenden Flossensaum zusammengewachsen.

## Nutzung
Der Chile-Kingklip ist bedeutender Speisefisch und wird kommerziell gefangen. Die FAO gab 1996 für Chile einen Fang von 982 t an, für Peru, wo nicht zwischen Chile-Kingklip und Genypterus maculatus unterschieden wird, einen Fang von 1121 t an. Einheimische Bezeichnungen für den Speisefisch sind congrio oder genauer congrio colorado.